# Narses (cônsul honorário do século VI)
Narses (em grego: Ναρσής) foi um cortesão bizantino do século VI, cuja existência é conhecida a partir de seu selo. O objeto apresenta um monograma cruciforme com seu nome no obverso e no reverso há um monograma quadrado com uma inscrição pouco legível, que foi compreendida como "hípato" (υπάτω), indicando que era cônsul, quiçá honorário, por não ser citado nos Fastos Consulares.

## Nome
Narses é a forma helenizada e latinizada do nome. Em armênio, ocorre como Nerses. A atestação mais antiga do nome ocorre nos Feitos do Divino Sapor, uma inscrição trilíngue do reinado do xainxá sassânida Sapor I (r. 240–270). Em parta é registrado como Narsēs e em pálavi como Narsē. O nome deriva do avéstico Nairyō saŋha-, que literalmente significa "o de muitos discursos", ou seja, o mensageiro divino.